# قطعنامه ۲۰۴۳ شورای امنیت
قطعنامه ۲۰۴۳ شورای امنیت سازمان ملل متحد که در تاریخ ۲۱ آوریل تصویب شد، سندی بین‌المللی دربارهٔ جنگ داخلی سوریه است. این قطعنامه طی نشست ۶٬۷۵۶ام با ۱۵ رای موافق، ۰ مخالف و ۰ ممتنع تصویب شد.